# Maurice Lagueux
Pour les articles homonymes, voir Lagueux.
Maurice Lagueux, né à Montréal en 1940, est un universitaire, économiste, épistémologue et philosophe canadien.

## Études
Maurice Lagueux fait ses études classiques à Montréal, d'abord au Séminaire Marie-Médiatrice, puis au Collège Sainte-Croix, où il obtient en 1961 un baccalauréat ès Arts (B.A.). Il complète en 1965 un doctorat de 3e cycle en philosophie de l'Université de Paris sous la direction de Paul Ricœur, intitulé « Merleau-Ponty et la tâche du philosophe », puis en 1970 il obtient une maîtrise en science économique de l'Université McGill, dont le mémoire porte sur le thème « Propriété et externalité ».

## Enseignement
Maurice Lagueux enseigne la philosophie de l'histoire à l'Université de Montréal de 1967 à 2005 et il obtient le titre de professeur titulaire au département de philosophie en 1982. 
Pendant plus de 20 ans, il a en plus assumé l'enseignement de l'histoire de la pensée économique au département de sciences économiques de l'Université de Montréal. 
L'histoire et l'économie l'amènent à donner des cours sur l'épistémologie des sciences sociales et à publier divers travaux sur la pensée de Karl Marx, dont « Le marxisme des années soixante »,, qui lui a valu le Prix du Gouverneur général 1982. 
Dans les années 80, il se passionne pour l'architecture et développe ce qui devient son troisième champ de recherche, la philosophie de l'architecture, un domaine auquel il consacre plusieurs écrits.
Retraité depuis 2005, il demeure professeur associé au département de philosophie de l'Université de Montréal, où il poursuit ses travaux en épistémologie de l'économie ainsi que la rédaction d'un ouvrage en philosophie de l'architecture des universités.
Maurice Lagueux a été président de l'Association canadienne de philosophie en 1982-1983.

### Livres notables
- « Rationality and Explanation in Economics », Abingdon, U.K.: Routledge, 2010, 304 p.  (ISBN 978-0415551212)[8].

« La rationalité joue un rôle clé dans les explications économiques, mais la nature de ce rôle est loin de faire consensus. Rares sont ceux qui contesteront cette idée, point de départ de Maurice Lagueux. La réponse proposée dans l’ouvrage se laisse résumer simplement : la rationalité est essentielle à l’économie, mais elle ne peut prendre la forme d’une rationalité maximale, capable de tout savoir et de tout calculer. En économie comme dans les autres sciences sociales, la rationalité se présente comme le fait pour les actions individuelles d’avoir un sens, d’être motivées par des intentions que l’on peut se représenter comme des raisons, compréhensibles du point de vue de l’observateur. »

« Maurice Lagueux has produced an elegantly written book with a challenging argument. »

« To conclude, these remarks have only scratched the surface of Lagueux’s rich and stimulating book. For any economist who is not negligently ignorant of the methodological foundations of his discipline, it would be irrational in Lagueux’s sense not to read this book. »

« Mais le revenu philosophique est à la hauteur du débours, car les thèses de Lagueux ont un mérite essentiel, celui de ranimer de grandes controverses inabouties : l’une porte sur la nature des explications en sciences sociales, l’autre sur la singularité possible des explications en économie, la dernière sur la valeur scientifi que des explications produites par l’ensemble de ces disciplines. »

- « Actualité de la philosophie de l'histoire; l'histoire aux mains des philosophes », Québec, Presses de l'Université Laval, 2001, 229 pages.  (ISBN 2-763778275)

« Dans cet ouvrage, Maurice Lagueux présente le bilan de nombreuses années de recherche sur la philosophie de l’histoire. L’ambition de l’auteur est de prouver l’actualité de la philosophie spéculative de l’histoire. Il lui faut donc montrer comment les grandes réflexions sur le sens de la totalité, la question de la fin de l’histoire ou celle des cycles historiques sont toutes des problématiques vivantes. Il faut le dire d’emblée : le but ici n’est pas tant de prouver la présence de la philosophie de l’histoire dans la recherche d’aujourd’hui que de montrer en quoi les questions attachées à la philosophie spéculative de l’histoire sont toujours pertinentes. »

- « Le marxisme des années soixante, une saison dans l'histoire de la pensée critique ». Hurtubise HMH, 2003. 350 pages.  (ISBN 978-2890455122).

« Maurice Lagueux présente donc, en définitive, un pénétrant essai critique sur la véritable nature du discours marxien. Il jette un éclairage convaincant sur l'extraordinaire originalité et fécondité d'une pensée qu'au terme de cette lecture on ne devrait pas hésiter à qualifier d'authentiquement philosophique. »

### Publications groupées par sujets

#### Philosophie de l’architecture
- « Ethics vs. Aesthetics in Architecture », The Philosophical Forum, vol 35, n˚ 2, 2004, 117-133.
- « Architecture des universités nouvelles au Canada anglophone » dans Lyse Roy et Yves Gingras (dirs.), Les  universités nouvelles, Enjeux et perspectives, Québec: Presses de l'Université du Québec, pp. 45-61. Erratum: les légendes des deux photos ont été interverties. (2012).
- « Le campus universitaire comme œuvre d’art transculturelle » dans Jale N. Erzen (ed.), L’esthétique comme pont entre les cultures, sélection de textes présentés au XVIIe Congrès international d’esthétique, Ankara, SANART, pp. 141-148. (2012).
- « Economics and Architecture » dans Richard Arena, Sheila Dow & Matthias Klaes, Open Economics, Economics in relation to other disciplines, Abingdon: Routledge, pp. 175-189. (2009).
- « Qui est l’auteur de la ‘maison de Wittgenstein’? » dans Poisson, Céline (dir.), Penser, dessiner, construire : Wittgenstein et l'architecture, collection philosophie imaginaire, Paris: Éditions de l'Éclat, pp. 91-109. (2007).
- « Ethics vs. Aesthetics in Architecture », The Philosophical Forum, vol 35, no 2, pp. 117-133. Ethics versus Aesthetics in Architecture. Abstract. (en anglais). Texte disponible auprès de Wiley Online Library http://onlinelibrary.wiley.com/. (2004).
- « L'évocation de la mort par l'architecture », Frontières, vol 15, no 1, automne: pp. 19-23. (2002).
- « Etica e Architettura. Appunti e riflessioni » dans M. Pazzaglini et M Petrangeli (dirs.), Architettura, globalizzazione e poetiche della differenza (texte inédit traduit en italien par Marie-Josée Bugge et suivi d'une traduction en anglais), Rome: Diagonale, pp. 33-38. (2000).
- « L'architecture a-t-elle une fonction éthique? À propos d'un livre de Karsten Harries », Dialogue, 38: pp 567-586. (1999).
- « Reconfiguring four key ‘-isms’ commonly used in Architectural Theory », British Journal of Aesthetics, 39: pp. 179-188. (1999).
- « Nelson Goodman and Architecture », Assemblage, 35: pp. 18-35. (1998).
- «Pourquoi désespère-t-on de l’architecture du XXe siècle ? », Possibles, vol. 20, no 1: pp. 66-89. (1996).
- « La tête de l'architecte » dans Soulez Antonia (dir.), L'architecte et le philosophe, collection « Architecture + Recherches », no 36, Liège : Mardaga, pp. 79-111; (traduction en espagnol par Jorge Parra : «La Cabeza del Arquitecto», Ideas y Valores, Bogota : Université nationale de Colombie, 96-97, 1995, pp. 143-178). (1993).
- « La perspective critique en architecture moderne » dans Critique et différence, Actes du XXIIIe congrès de l'Association des sociétés de philosophie de langue française, Hammamet: Société tunisienne des études philosophiques, pp. 601-613. (1994).
- « Vie et mort des œuvres architecturales », Horizons philosophiques, Montréal, III, 2, printemps: pp. 23-37. (1993).
- « S'arracher à la Périphérie : la voie scandinave et la voie américaine », A.R.Q. Architecture-Québec, no 67, juin: pp. 36-37. (1992).
- « Economics and Architecture », International Journal of Intercommunication of New Ideas, Barmarick Publications, Hull, England, no 1: pp. 187-196. (1992).
- « Philosophie, topographie et aménagement de l'espace » dans L'espace et le temps, Actes du XXIIe congrès de l'Association des sociétés de philosophie de langue française, Paris: Vrin, pp. 442-446. (1991).

#### Philosophie de l’économie
- « Libéralisme et néolibéralisme », dans Kevorkian, Gilles (dir.) La pensée libérale. Histoire et controverses, Paris: Éditions Ellipses, 2010.  (ISBN 978-2729853877)
- « Do Metaphors Affect Economic Theory? », dans Economics and Philosophy, Volume 15, Issue 01, April 1999, pp 1-22, Cambridge University Press 1999. DOI: https://dx.doi.org/10.1017/S0266267100003564
- « The Residual Character of Externalities », The European Journal of the History of Economic Thought, 17, 4 (Octobre), pp. 957-973. (2010).
- « Libéralisme et néolibéralisme » dans : Gilles Kévorkian (dir.) La pensée libérale, histoire et controverses, Paris, Ellipses, pp. 357-377. (2010).
- « Are we witnessing a revolution in methodology of economics? About Don Ross’s recent book on microexplanation » suivi d’une réponse : « Reply to Lagueux : on a Revolution in Methodology of Economics » par Don Ross (pp. 56-60), Erasmus Journal for Philosophy and Economics, 1, 1: pp. 24-55. D’abord diffusé dans cette revue sous forme électronique. (2008).
- « Y a-t-il des lois en économie ? » dans Arnaud Berthoud, Bernard Delmas et Thierry Demals, Y a-t-il des lois en économie? Villeneuve d’Ascq: Presses Universitaires du Septentrion, pp. 63-67. (2007).
- «L'apriorisme des Autrichiens », Cahiers d’économie politique, Paris, Numéro 51 : Les économistes autrichiens (1870-1940) : pp. 69-90. (2006).
- « Popper and the rationality principl e», dans Ian Jarvie, Karl Milford et David Miller (dirs.), Karl Popper : A Centenary Assessment, Volume III, Aldershot, U.K.: Ashgate Publishing Ltd, pp. 197-208. (2006).
- « Do Metaphors Affect Economic Theory? » dans Davis, John B., Recent Development in Economics Methodology, volume I, Cheltenham, UK: Edward Elgar, pp. 165-186 (Réédition dans ce Reading book du texte paru en 1999). (2006).
- « L’agent économique : rationalité maximale ou minimale », Cahiers d’économie politique, Paris, no 49: pp.143-157. (2005).
- « Peut-on séparer science et idéologie en économique? », Revue de philosophie économique, no 11: pp. 85-111. (2005).
- « The Forgotten Role of the Rationality Principle in Economics », Journal of Economic Methodology, vol 11, no 1: pp. 31-51. (2004).
- « Information costs, deliberation costs and transaction costs : a parallel treatment », dans Stephan Boehm et alia (dir.), Is there progress in economics ?, Cheltenham, U.K.: Edward Elgar, pp. 356-367. (2002).
- « Individualisme, subjectivisme et mécanismes économiques », Dialogue, 40, 4: pp. 691-722. (2001).
- « Do Metaphors Affect Economic Theory? », Economics and Philosophy, 15: pp. 1-22. (1999).
- « Rationalité et sélection naturelle en économie », Philosophiques, 25: pp. 163-180. (1998).
- « Was Keynes a Liberal and an Individualist ? Or Keynes reader of Mandeville », Cahiers d'économie politique, 30-31: pp. 255-263. (1998).
- « Apriorism » dans Davis John, Wade Hands & Uskali Mäki (eds.), The Handbook of Economic Methodology, Cheltenham, U.K.: Edward Elgar, pp. 17-22. (1998).
- « Demarcation » dans Davis John, Wade Hands & Uskali Mäki (eds.), The Handbook of Economic Methodology, Cheltenham, U.K.: Edward Elgar, pp. 95-100. (1998).
- « Learning from the debate on Externalities » dans Backhouse Roger, Daniel Hausman and Uskali Mäki & Andrea Salanti (eds.) Economics and Methodology: Crossing Boundaries, Londres: Macmillan, pp. 120-147. (1998).
- « L'économique : branche des mathématiques ou branche de l'histoire ? », Dialogue, vol 34. no 3: pp. 495-519. (1995).
- « How Could One Be Irrational ? » dans Marion Mathieu & Cohen Robert S. (eds), Quebec Studies in the Philosophy of Science, livre II: Biology, Psychology, Cognitive Science and Economics, Collection «Boston Studies in the Philosophy of Science», Dordrecht: Kluwer, pp. 177-192. (1995).
- « Friedman's ‘Instrumentalism’ and Constructive Empiricism in Economics », Theory and Decision, vol 37: pp. 147-174. (1994).
- « Popper and the Rationality Principle », Philosophy of the Social Sciences, vol. 23, no 4: pp. 468-480, 1993.
- « Natural Selection and Economics », Methodus, 5, 1: pp. 93-100. (1993).
- « Principales tendances en méthodologie de science économique », Revue de Synthèse, Paris: Albin Michel, 1, janvier-mars: pp. 105-113. (1993).
- «Analyse économique et principe de rationalité », Revue de Synthèse, Paris: Albin Michel, 1, janvier-mars: pp. 9-31. (1993).
- « Kirzner vs Becker : Rationality and Mechanisms in Economic Discourse » dans Hebert, Robert (ed.), Perspectives on the History of Economic Thought, vol IX, Aldershot, U.K.: Edward Elgar, pp. 37-50. (1993).
- Un ensemble de 9 articles portant sur des ouvrages de : « J.E. Cairnes » (pp. 1645-46), « M. Friedman (3 ouvrages) » (p. 3241), « T.W. Hutchison » (p. 2509), « W.S. Jevons » (p. 1868), « J.M. Keynes » (p. 2555), « D. Ricardo » (p.2050), « J. Robinson » (2 ouvrages) (p. 3679), « S. de Sismondi » (p. 2123) dans Encyclopédie philosophique universelle, tome III, Paris: P.U.F. (1992).
- « What's Wrong with Metaphors in Economics ? : the Case of Hydraulic Metaphors », dans Lowry, Todd (ed.) Perspectives on the History of Economic Thought, vol VIII, Aldershot, U.K.: Edward Elgar, pp. 35-50. (1992).
- Un ensemble de 17 articles portant sur les notions suivantes : « abondance » (p. 4), « besoin » (pp. 229-30), « capital » (pp. 262-63), « concurrence » (pp. 400-01), « crédit » (p. 507), « économie » (pp. 734-35), « équilibre » (pp. 821-22), « externalité » (p. 938), « monnaie » (p. 1681), « offre (loi de l'offre et de la demande) » (p. 1800), « profit » (p. 2061), « propriété » (pp. 2090-91), « rareté » (p. 2157), « rationalité » (pp. 2163-64), « salaire » (p. 2298), « utilité » (pp. 2685-86), « valeur » (p. 2691) dans Encyclopédie philosophique universelle, tome II, Paris: P.U.F. (1990).
- « À propos de Montesquieu et de Turgot : peut-on encore parler de la monnaie comme d'un signe ? », Cahiers d'économie politique, no 18, Paris: L'Harmattan, pp. 81-96. (1990).
- « Externalités, marché et coûts de transaction » dans La méthodologie de l'économie théorique et appliquée aujourd'hui, Colloque annuel de l'Association française de science économique, Paris: Nathan, pp. 169-179. (1990).
- « Philosophie économique » in Encyclopédie philosophique universelle, tome I («L'univers philosophique»), Paris: P.U.F., pp. 288-295. (1989).
- « Ordre spontané et darwinisme méthodologique chez Hayek », dans Dostaler Gilles et Diane Éthier (dir.), Friedrich Hayek, philosophie, économie et politique, collection «Politique et économie», Montréal: Éditions ACFAS, 1988, pp. 87-103; cet ouvrage est paru également en France : Dostaler Gilles et Diane éthier (dir.), Friedrich Hayek, philosophie, économie et politique, Paris: Economica, pp 87-103. (1989).
- « Le néo-libéralisme comme programme de recherche et comme idéologie », Cahiers d'économie politique, no 16-17, Paris: L'Harmattan, pp. 129-152. (1989).
- « Apriorisme et empirisme en science économique », Fundamenta Scientiae, 9: pp. 217-230. (1988).
- « Le néo-libéralisme et la gauche » dans Jalbert Lizette et Lucille Beaudry (dir.), Les métamorphoses de la pensée libérale, (collection « Études d'économie politique »), Montréal: Presses de l'Université du Québec, pp. 157-191. (1987).
- « Hétérodoxie et scientificité », Cahiers d'économie politique, no 10-11, Paris: Anthropos, automne, pp. 421-436. (1985).
- « Cournot et la mathématisation de l'économie selon Claude Ménard », Dialogue, vol. 20, no 1: pp. 102-113. (1981).
- « Le complexe de Midas », Critère: Croissance et démesure, no 11, décembre: pp. 13-23. (1974).
- «La phénoménologie économique de Fernand Dumont », Dialogue, vol. 10, no 1: pp. 124-133. (1971).

#### Philosophie de l’histoire
- « Postface » dans Nadeau, Christian et Lapointe, Alexis (dirs.) La philosophie de l'histoire, Hommages offerts à Maurice Lagueux, Québec: Presses de l’Université Laval, pp. 449-471. (Suivi de «Bibliographie de Maurice Lagueux, pp. 473-481). (2007).
- « Narrativisme et philosophie spéculative de l'histoire », Revue de Synthèse, 119: pp. 63-88 (1998).
- « La philosophie de l'histoire de Kant : entre finalité et mécanisme », dans P. Laberge, G. Lafrance et D. Dumas (dir.), L'année 1795, Kant et la paix, Paris: Vrin, pp. 313-319. (1997).
- « Historiographie, philosophie de l'histoire et idéologie. À propos d'un texte de Fernand Dumont » dans Langlois Simon et Yves Martin (dirs.), L'Horizon de la culture, Hommage à Fernand Dumont, Québec: Presses de l'Université Laval, pp. 95-108. (1995).
- « La signification idéologique de l'effondrement de l'empire soviétique » dans Haarscher Guy et Mario Telò, dirs., Après le communisme, Bruxelles: Éditions de l'Université de Bruxelles, pp. 39-51 (1993).
- Notice « William Dray » dans Encyclopédie philosophique universelle, tome III, Paris: P.U.F., p. 3180 (1992).
- « Ambivalence et pertinence de la philosophie marxiste de l'histoire » dans Carr, Dray, Geraets, Ouellet et Watelet (dirs.), La philosophie de l'histoire et la pratique historienne d'aujourd'hui, coll. Philosophica, Ottawa: Éditions de l'Université d'Ottawa, pp. 293-308, 1982.
- « L'arrière-fond philosophique du concept de plan », Philosophiques, vol. I, no 1: pp. 51-82, 1974.
- « Y a-t-il une philosophie de l'histoire chez Merleau-Ponty ? », Dialogue, vol 5, no 3: pp. 404-41.7 (1966).

#### Karl Marx
- «Le marxisme est-il encore pertinent aujourd'hui ? », Recherches sociographiques, 45, 289-305. (2004).
- Un ensemble de 3 articles portant sur les notions suivantes : « baisse tendancielle du taux de profit » (p. 221), « plus-value » (pp. 1969-70), « valeur-travail » (pp. 2692-93) dans Encyclopédie philosophique universelle, tome II, Paris: P.U.F. (1990).
- En collaboration avec Gilles Dostaler : « Le défi d'Engels, cent ans après », introduction de Un échiquier centenaire, Théorie de la valeur et formation des prix, Paris: Éditions La Découverte et Montréal: Presses de l'Université du Québec, pp. 9-21. (1985).
- « Le principe de la conservation de la valeur et le problème de la transformation », Dialogue, vol. 23, no 1, pp. 85-102. Paru également avec additions dans Dostaler G. (sous la direction de…), Un échiquier centenaire, Théorie de la valeur et formation des prix, Paris: Éditions La Découverte et Montréal: Presses de l'Université du Québec, 1985, pp. 107-125. (1984).
- « Dimension éthique du débat sur la valeur » dans Justifications de l'éthique, Actes du XIXe congrès des Sociétés de philosophie de langue française, Bruxelles: Éditions de l'Université de Bruxelles, pp. 247-251. (1984).
- «Grandeur et misère du socialisme scientifique », Philosophiques, vol. 10, no 2, octobre, pp. 315-340. (1983).
- « A propos d'une erreur d'interprétation d'un exemple numérique dans l'édition allemande des Grundrisse », Economies et Sociétés, Série S: «Etudes de Marxologie», no 21-22, Paris: Institut des Sciences mathématiques et économiques appliquées (ISMEA), été, pp. 783-802 (1981).
- «À propos de deux voyages de Gilles Dostaler sur la théorie de la valeur » (suivi d'une intervention finale faisant suite à une réponse de Gilles Dostaler), Cahiers du socialisme, no 2, automne, pp. 200-215 et 233-234. Paru également dans Cahiers d'économie politique, no 5, Paris: PUF, printemps 1979, pp. 197-207 et 218. (1978).
- « La fonction épistémologique d'une sociologie de la connaissance », Dialogue, vol. 17, no 2, pp. 244-265. (1978)
- « L'inutile insistance sur le rapport des instances », Dialogue, vol. 13, no 4, décembre, pp. 707-721 (1974).

#### Nature et enseignement de la philosophie
- «Peut-on parler de connaissance philosophique ? », Dialogue, Vol 29, no 3, pp. 415-440. (1990)
- « La recherche d'une cohérence toujours recommencée » dans Les amis de Sèvres, no 4, intitulé «Philosophes de tous pays…», (116e numéro) décembre 1984, pp. 48-51. Cet article constituait la seconde partie d'un texte d'abord paru dans Le Devoir, 3 et 6 septembre 1983 sous le titre « Des philosophes, pour quoi faire ? ». (1983-1984)
- «Un défi pour la pédagogie universitaire: le plagiat inconscient », Pédagogiques, revue de l'Association internationale de pédagogie universitaire, vol. 4, no 1, automne 1983, pp. 97 à 103; cet article était d'abord paru dans Le Devoir, 23-24 août 1982 sous le titre « Le plagiat inconscient ou l'illusion de penser ». (1982-1983)
- « À propos d'un livre sur la philosophie au Québec », Dialogue, vol. 12, no 3, pp. 515-520. (1973)
- « Le discours philosophique selon Merleau-Ponty » dans Lafrance Yvon (dir.), La philosophie et les philosophes, tome II, Montréal: Bellarmin et Paris: Desclée, pp. 233-255. (1973)
- « Pourquoi enseigner la philosophie ? » dans Leroux Georges (dir.), Pourquoi la philosophie ?, Montréal: Éditions de Sainte-Marie, mai 1968, pp. 41-60. (2e édition 1970: Montréal: Presses de l'Université du Québec). Traduction en portugais par Maria Teresa Penteado Cartolano sous le titre « Por que ensinar a filosofia ? » dans Reflexão, 1980, vol. 5, no 18, pp. 12-29. (1968)

#### Autres thèmes
- En collaboration avec Gilles Campagnolo : « Les rapports d’échange selon Aristote, Éthique à Nicomaque V et VIII-IX », Dialogue, 43, no 2, pp. 443-469. (2004)
- « À propos de deux types de questions rencontrées en bioéthique » dans Sosoe, Lukas (dir.), La vie des normes et l'esprit des lois, Montréal et Paris: Harmattan, pp. 359-374. (1998)
- « Culture politique et civilisation économique » dans Philosophie et culture, Actes du XVIIe congrès mondial de philosophie (tenu à Montréal en 1983), Montréal: Éditions Montmorency, tome II, pp. 130-135. (1988)
- « L'idéologie et les stratégies de la raison », Philosophiques, vol. 13, no 1, pp. 170-177. (1986)
- « Ces idéologies qui faisaient parler les choses » dans Dufresne, Jacques et Jacques, Jocelyn (dirs.), Crise et Leadership, Montréal: Boréal-Express, pp. 293-309. (1983)
- « L'usage abusif du rapport science/idéologie » dans Brodeur, Jean-Paul (dir.), Culture et langage, Montréal: Hurtubise HMH, pp. 197-230. (1972)
- « Vers une problématique philosophique de l'écologie », Critère: L'environnement, no 5, hiver, pp. 200-219. (1972)
- « Jean-Paul Sartre et la praxis économique », Dialogue, vol. 11, no 1, mars, pp. 35-47. (1972)
- « Dogmes d'hier et foi d'aujourd'hui », Cahiers de Cité Libre, no 3, 15 février 1967, pp. 13-26. (1967)
- « Merleau-Ponty et la linguistique Saussure », Dialogue, vol. 4, no 3, pp. 351-363. (1965)